# Mispel
Die Mispel (Mespilus germanica), Echte Mispel oder Gemeine Mispel ist eine Pflanzenart der Kernobstgewächse (Pyrinae) in der Familie der Rosengewächse (Rosaceae). Sie ist ein sommergrüner Baum (genannt auch Mispelbaum) mit krummem Stamm und breiter Krone, der essbare Früchte trägt. Weitere deutsche Namen sind: Deutsche Mispel, Mispelche; Asperl, Aschperln, Hespelein; Dürgen, Dörrlitzen, Dürrlitzen; Hundsärsch, auch nespelbaum, in der Innerschweiz Näschpli.

## Beschreibung

### Vegetative Merkmale

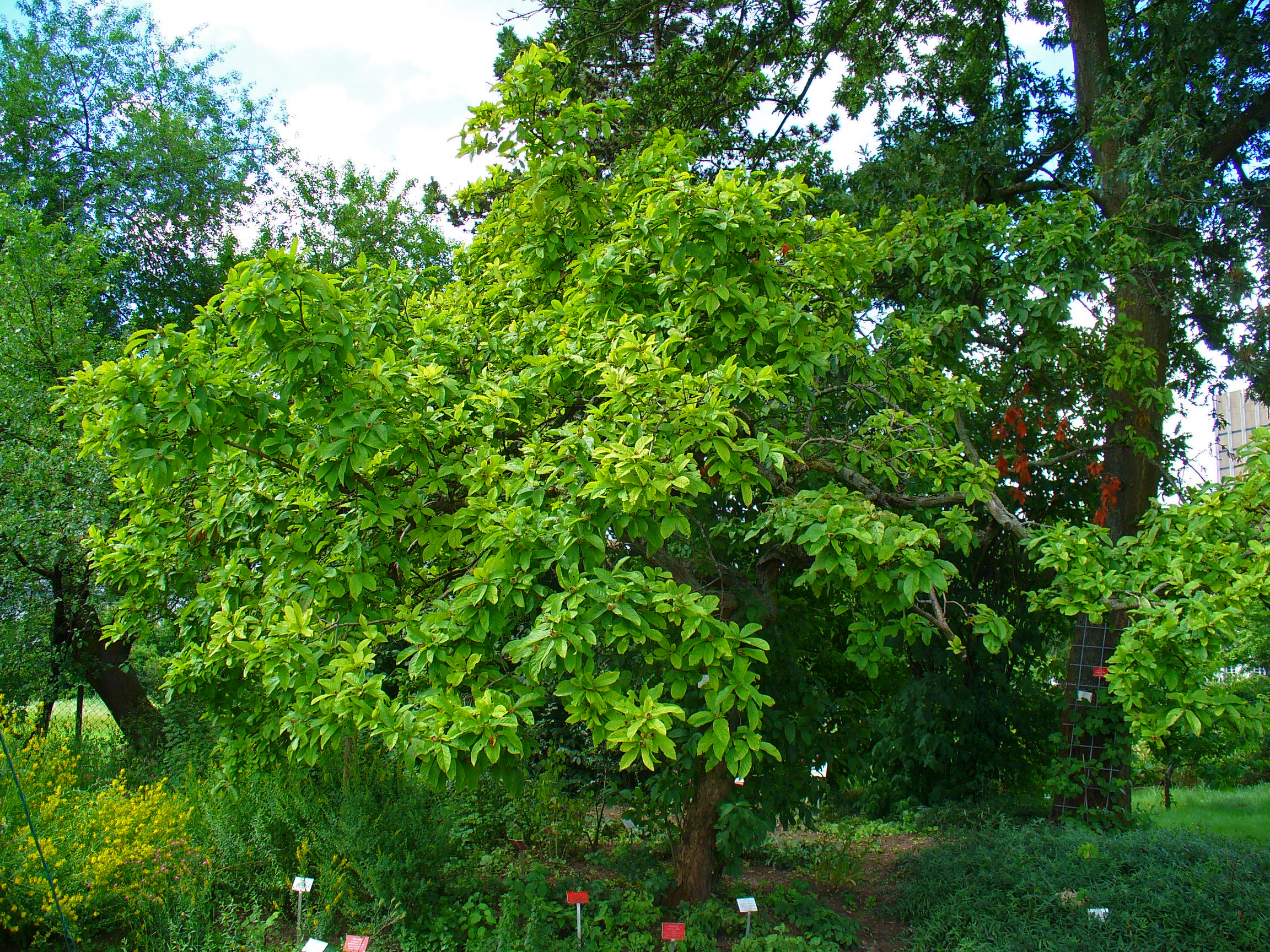
Älterer Mispelbaum

Die Mispel ist ein kleinwüchsiger, bis zu 5–6 Meter hoher, laubabwerfender Baum mit unregelmäßig geformtem Stamm, der einen Durchmesser von 20 bis 25 Zentimeter (BHD), selten bis zu 50 Zentimeter erreicht. Die Krone ist ausladend und annähernd rund. Meist sind die Bäume breiter als hoch. Die etwas raue Borke ist bräunlich-grau und blättert im Alter in kleineren Platten ab. Mispeln haben eine stark verzweigte, weitreichende und eher flache Bewurzelung.
Das Holz ist sehr hart, zerstreutporig und von feiner Textur. Das Splintholz ist weiß mit leicht rosa Tönung, das Kernholz ist bräunlich. Die Jahresringe sind gut zu erkennen. Das Verzweigungssystem ist in Lang- und Kurztriebe unterteilt, wobei nur letztere Früchte hervorbringen. Die schwach filzig behaarten Jungtriebe der Wildform tragen Dornen, die bei Kulturformen fehlen.
Die Winterknospen sind spitz eiförmig, werden 3 bis 5 Millimeter lang und haben gekerbte, rötlichbraune, am Rand fast schwarze, aber hell bewimperte Knospenschuppen (Tegmente). Die wechselständigen, einfachen und kurz gestielten Laubblätter sind eilanzettlich bis verkehrt-eilanzettlich oder elliptisch bis lanzettlich und abgerundet bis rundspitzig oder spitz bis zugespitzt. Die Oberseite ist dunkelgrün, die Unterseite etwas heller und filzig behaart. Die Blattspreite ist 6 bis 12 Zentimeter lang und 2 bis 4 Zentimeter breit, der Blattrand ist ganz bis teils gesägt. Die Blattstiele sind kurz und haarig. Die zwei eiförmigen, haltbaren Nebenblätter besitzen eine aufgesetzte Stachelspitze und einen drüsig bewimperten Rand.

### Generative Merkmale

#### Blüten

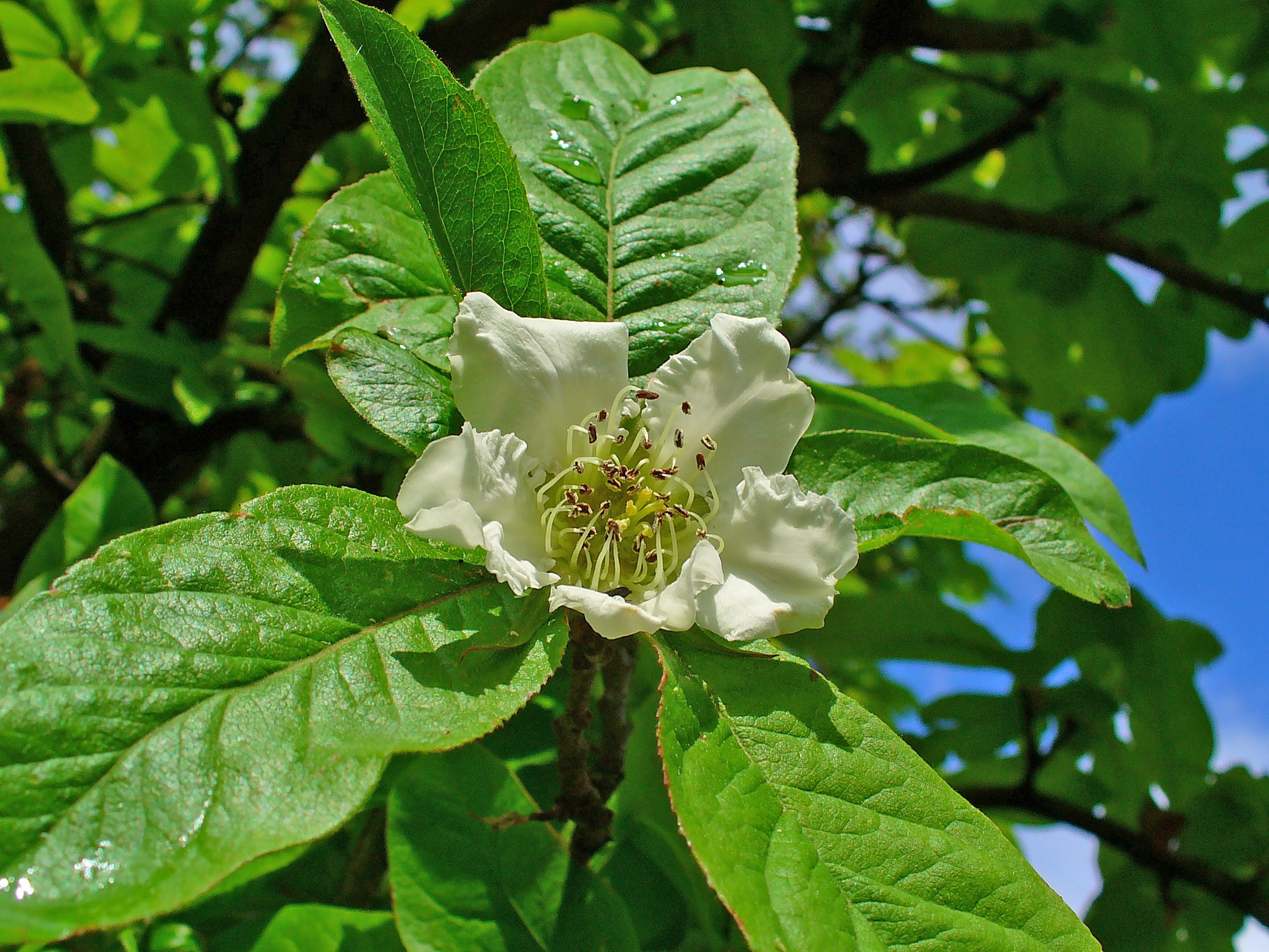
Blüte

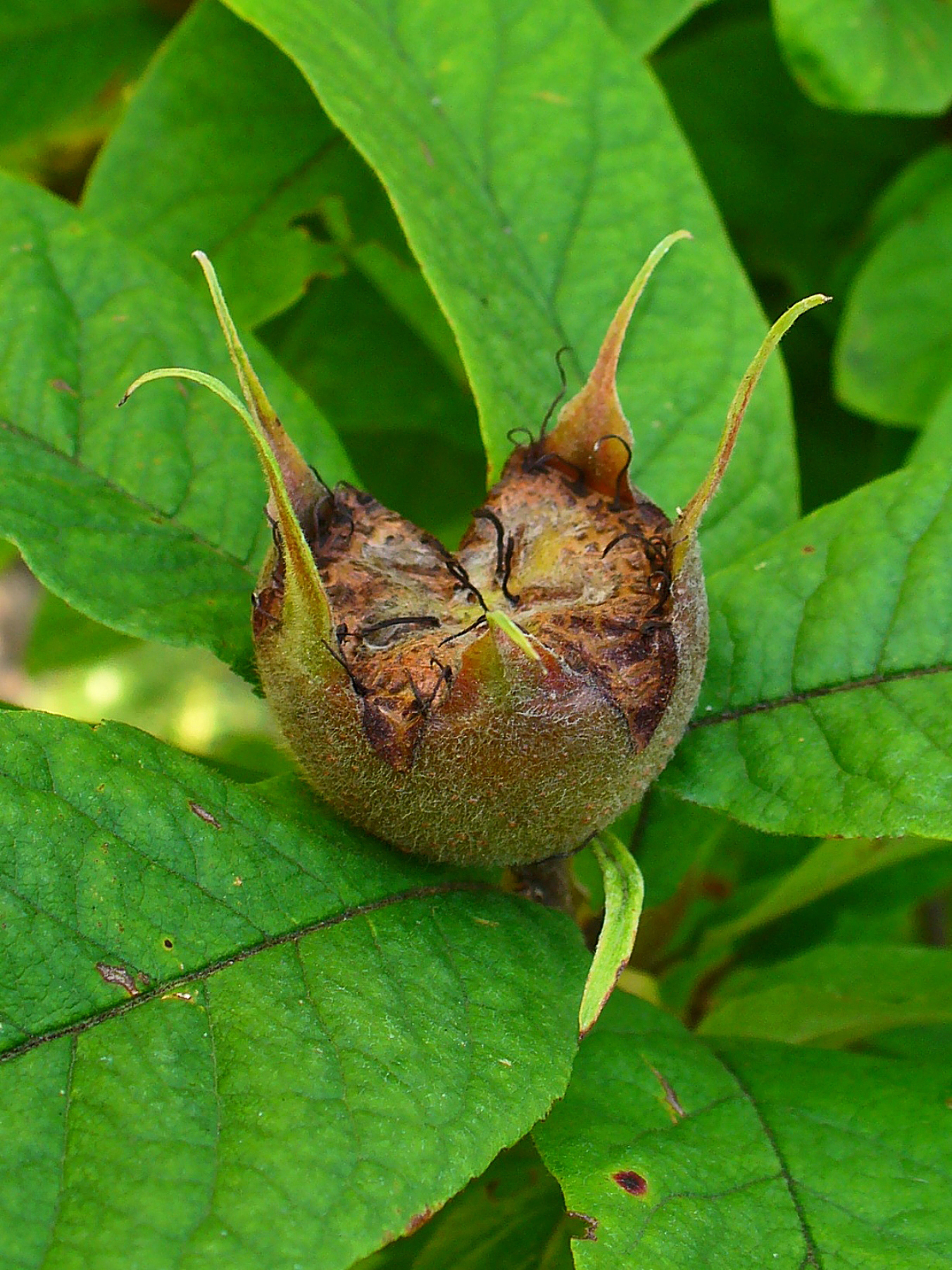
Mispelfrucht

Die Blüten sind die normalen zwittrigen, radiärsymmetrischen Blüten mit doppelter Blütenhülle der Rosengewächse. Sie stehen einzeln an den Kurztrieben und sind auffallend groß, mit einem Durchmesser von 3 bis 5 Zentimeter. Die fünf Kelchblätter sind schmal, eilanzettlich bis pfriemlich und auf der Außen- und Innenseite behaart. Sie stehen zwischen den deutlich kürzeren Kronblättern. Die fünf freien, rundlichen Kronblätter sind weiß oder etwas rosafarben. Die 30 bis 40 freien Staubblätter besitzen gelbe bis rote Staubbeutel (Antheren). Es sind üblicherweise fünf freie bis an der Basis verwachsene Griffel vorhanden. Der mehrkammerige Fruchtknoten ist unterständig. Es ist ein Diskus vorhanden. Selbstbestäubung ist die Regel. Die deutsche Mispel blüht im Mai und Anfang Juni.

#### Früchte
Die orange-braunen bis braunen Apfelfrüchte werden gegen Ende Oktober, Anfang November reif. Die Früchte sind kugelig und teils etwas abgeflacht, mit den deutlich erkennbaren langen Kelchblättern an der Spitze. Auch können Griffel- und Staubblattreste vorhanden sein. Die Früchte sind oben „offen“ und im oberen Bereich ohne Schale und nur von Diskus- und Achsengewebe bedeckt. Die Frucht ist stark von Stützgewebe (Sklerenchym) durchsetzt, was ihr den Namen „Steinapfel“ einbrachte. Die kleineren Früchte der Wildform haben einen Durchmesser von 1,5 bis 3 Zentimeter und eine Länge von 1,6 bis 2,4 Zentimeter, bei Kulturformen beträgt der Durchmesser 3 bis 6,5 Zentimeter, selten 7 bis 8 Zentimeter. Die Früchte sind mehr oder weniger behaart und feinwarzig. Es werden 2–5 runzlig-rippige, orange-braune und eiförmige, sehr harte „Steinkerne“ gebildet, die vom fleischigen Gewebe umschlossen bleiben. Sie sind bis etwa 8–10 Millimeter lang. Die kantigen Samen darin sind bis 6 Millimeter lang.
Als Chromosomenzahl werden 2n = 32 oder 2n = 34 angegeben.

## Verbreitung und Standortansprüche
Da die Mispel bereits früh kultiviert wurde, kann das natürliche Verbreitungsgebiet nicht mit Sicherheit angegeben werden. Als natürliches Areal gelten Westasien (Iran, Irak, Türkei), der Kaukasus, Turkmenistan, die Ukraine, Griechenland, Bulgarien und Italien. Kultiviert wurde die Art auch außerhalb ihres natürlichen Areals, so in Mittel- und Südeuropa, im Süden Englands und auf den Kanalinseln. Sie wurde auch in den USA, in Südamerika, in Nord- und Südafrika, Australien und Neuseeland angebaut. Heute werden die Mispeln zur Obstgewinnung wieder in größerem Umfang um den Vierwaldstättersee in der Innerschweiz angebaut. In Deutschland werden mehrere Mispelvorkommen durch die Stadt Heidelberg in einem Erhaltungsprogramm gefördert.
Die Mispel entwickelt sich am besten unter temperaten und submediterranen Klimabedingungen. Sie stellt nur geringe Standortansprüche und kann unter günstigen Bedingungen alt werden. Es sind mehrere über 70 Jahre alte Bäume bekannt, in England auch über 300 Jahre alte Bäume. Als für das Wachstum günstige Lufttemperaturen werden 18 bis 20 °C genannt, Kälte von bis zu −20 °C wird vertragen. Spätfröste richten kaum Schaden an. In Italien wächst die Wildform in Gebieten mit Jahresniederschlägen von 700 Millimeter in Höhen von 0 bis 1100 Metern. Die Art wächst auf verschiedenen Böden, sofern der pH-Wert zwischen 6 und 8 liegt, sie wächst aber meist auf kalkarmen Böden und bevorzugt frische, gut drainierte Lehmböden. Sie gedeiht hauptsächlich in Gesellschaften der Ordnung Prunetalia, kommt aber auch in Gesellschaften der Verbände Carpinion oder Quercion roboris-petraeae vor.
Die ökologischen Zeigerwerte nach Landolt & al. 2010 sind in der Schweiz: Feuchtezahl F = 2 (mäßig trocken), Lichtzahl L = 3 (halbschattig), Reaktionszahl R = 3 (schwach sauer bis neutral), Temperaturzahl T = 4+ (warm-kollin), Nährstoffzahl N = 3 (mäßig nährstoffarm bis mäßig nährstoffreich), Kontinentalitätszahl K = 2 (subozeanisch).

## Vermehrung
Die Wildformen vermehren sich generativ, die Samen bleiben 18 bis 20 Monate keimfähig. Sie werden durch Vögel und Eichhörnchen verbreitet, wahrscheinlich auch durch Rehe und Wildschweine. Kulturformen werden durch Okulation und durch Pfropfen auf verschiedenen Unterlagen wie Weißdorne, Birnen, Quitten, Ebereschen vermehrt.

## Pflanzenkrankheiten
Die Mispel wird nur selten von Krankheiten befallen oder von Insekten geschädigt. In Plantagen können die Larven der blattminierenden Schmetterlingsart Lithocolletis blancardella Schäden anrichten. Der Pilz Monilinia fructigena (nach der Nebenfruchtform besser bekannt als Monilia) ruft Fruchtfäule hervor, der Mehltau-Erreger Podosphaera clandestina führt zum Welken von Blättern und Knospen. Die Mispel ist anfällig gegen Erwinia amylovora, den Erreger des Feuerbrands.

## Systematik
Die Gattung Mespilus wurde lange Zeit, und heute wieder, als monotypisch angesehen. Im zwanzigsten Jahrhundert wurde in Arkansas (USA) eine vermutete zweite Art gefunden und Mespilus canescens J.B.Phipps benannt. Später stellte sich heraus, dass es sich um eine spontane Gattungs-Hybride zwischen eingeführten Mispeln aus Europa und einer amerikanischen Weißdornart handelte, sie wurde daraufhin, vom Erstbeschreiber selbst, in die Nothogattung xCrataemespilus transferiert und Crataemespilus x canescens benannt.
Nach phylogenomischen Untersuchungen, bei denen die Verwandtschaft anhand des Vergleichs homologer DNA-Sequenzen ermittelt wird, ist die Mispel nächstverwandt zur Gattung Weißdorn (Crataegus). Ihre genaue Position und ihr Schwestergruppenverhältnis sind noch umstritten, sie steht aber in jedem Falle sehr basal in der gemeinsamen Klade, möglicherweise mit allen Weißdornen als Schwestergruppe. Möglich wäre aber auch ein Schwestergruppenverhältnis zur nordamerikanischen Weißdornart Crataegus brachyacantha. Nach einer darauf begründeten, immer noch umstrittenen, Auffassung wäre die Mispel einfach eine weitere Weißdornart, dann Crataegus germanica (L.)K.Koch, in der (monotypischen) Sektion Mespilus. Mespilus ist morphologisch sehr ähnlich zu verschiedenen Arten der artenreichen und vielgestaltigen Gattung Crataegus. Differenzierende Merkmale sind: Früchte braun (nicht rot, schwarz oder gelb), Blüten und Früchte viel größer, Blütenstände in der Regel immer einblütig, Kerne in der reifen Frucht vom Gewebe des Blütenbechers vollständig umhüllt.
Innerhalb der Art Mespilus germanica werden 23 Taxa unterschieden. Darunter die Varietäten:
- Mespilus germanica var. gigantea Kirchn. mit sehr großen Früchten
- Mespilus germanica var. abortiva Kirchn. mit Früchten ohne Samen
- Mespilus germanica var. argenteo-variegata mit weiß panaschierten Blättern als Zierpflanze
- Mespilus germanica var. aureo-variegata mit gelb panaschierten Blättern als Zierpflanze

und die Sorten:
- Dutch Medlar, Common Medlar mit besonders großen Früchten (etwa um 1800)
- Early Medlar mit früh reifenden, hochwertigen Früchten (etwa um 1800)
- Royal, eine sehr ertragreiche Sorte.
- Seedless mit samenlosen Früchten geringer Qualität

## Etymologie
„Mispel“ (mittelhochdeutsch mespel / mispel geht über althochdeutsch mespila auf lateinisch mespilum zurück, das auf griechisch méspilon beruht. Der lateinische Gattungsname Mespilus wurde unter anderen von Plinius dem Älteren (23–79 n. Chr.) und Palladius (4. Jh. n. Chr.) verwendet, der genaue Anweisungen zur Kultur der Mispel in Opus agriculturae anführt. Bei den Griechen wurde der Baum mespile, die Frucht mespilon genannt. Sie wurde unter anderen von Theophrastos (371–287 v. Chr.) und Dioscurides (1. Jh. n. Chr.) erwähnt. Der Ausdruck ist jedoch in beiden antiken Sprachen ein Fremdwort unbekannter Herkunft.
Das Art-Epitheton germanica bedeutet „deutsch“ und dürfte auf den Irrtum zurückgehen, dass die Mispel eine in Deutschland heimische Art sei, da sie dort schon lange bekannt war, als Linné sie benannte.

## Verwendung

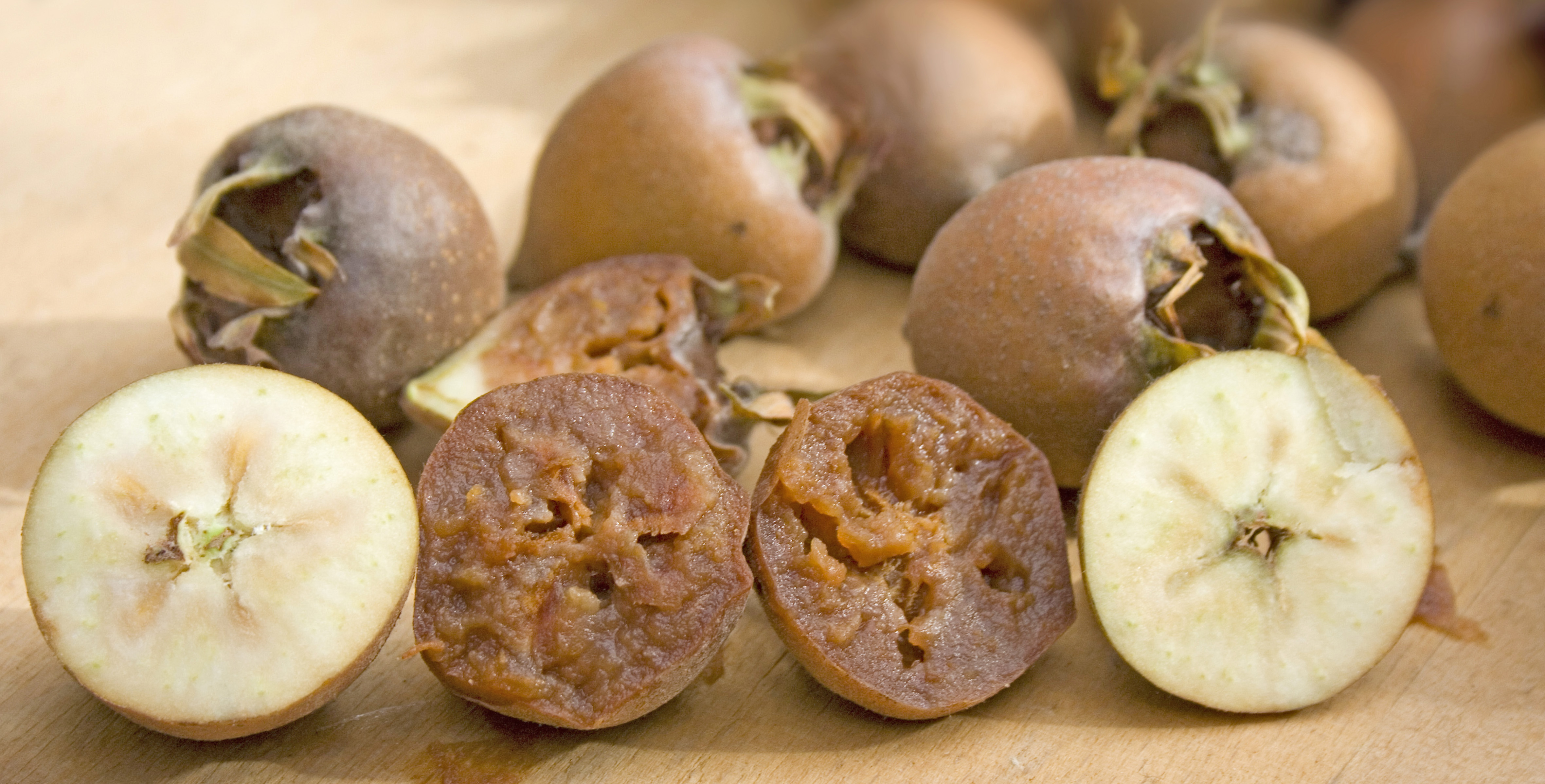
Unreife und reife Früchte aufgeschnitten

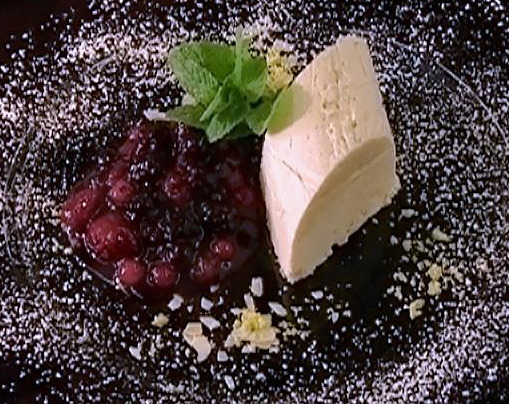
Rezept für Mispel-Parfait im Wiki-Kochbuch

Die Früchte der Mispel sind nach Frosteinwirkung oder längerer Lagerung essbar und haben einen typischen süß-säuerlich-aromatischen Geschmack. Sie können dann auch zu Marmelade, Gelee oder Nachspeisen wie Parfait verarbeitet werden, die Art war daher früher als Obstbaum weitverbreitet. Durch das Lagern werden Tannine und Fruchtsäuren abgebaut, der Zuckergehalt steigt, und die Früchte werden mürbe, sonst sind sie hart und adstringierend. Heute ist die Mispel nur noch selten in Kultur.
Das in Frankfurt am Main verbreitete Getränk Mispelchen setzt sich aus Calvados und einer eingelegten Mispelfrucht, manchmal gemischt mit Mispelsaft, zusammen. Dabei kommt jedoch die Frucht der Japanischen Wollmispel zum Einsatz.
Im Saarland wird aus den Früchten der Mispel ein Schnaps hergestellt, der mit Weißdorn veredelt wird. Der Schnaps trägt den Namen Hundsärsch, was auch der regionale Name für die Frucht der Mispel ist.
Der Gehalt an Nähr- und Mineralstoffen ändert sich mit zunehmender Fruchtreife. In den Jahren 1984 und 1985 wurden folgende Werte für homogenisierte Früchte angegeben:
| Zeitraum    | L-Ascorbinsäure | Glucose    | Fructose   | Kalium   | Calcium |
| ----------- | --------------- | ---------- | ---------- | -------- | ------- |
| Anfang 1984 | 1,64 mg/l       | 53,75 mg/l | 37,31 mg/l | 47,2 ppm | 4,7 ppm |
| Ende 1984   | 1,54 mg/l       | 61,74 mg/l | 70,06 mg/l | 43,0 ppm | 4,5 ppm |
| Anfang 1985 | 2,64 mg/l       | 43,50 mg/l | 35,70 mg/l | 48.9 ppm | 5,2 ppm |
| Ende 1985   | 1,41 mg/l       | 60,30 mg/l | 60,50 mg/l | 46,1ppm  | 5,0 ppm |

Aufgrund ihrer harntreibenden und adstringierenden Wirkung wurden die Früchte volksmedizinisch eingesetzt. Sie sind zur Regulierung der Darmtätigkeit, zum Beispiel bei Durchfall, geeignet. Außerdem werden sie zur Blutreinigung und zur Fiebersenkung eingesetzt.
Unreife Früchte haben einen Tannin-Gehalt von etwa 2,6 % und wurden mit Blättern und Borke zum Gerben genutzt. Auch können sie zur Klärung und Haltbarmachung von Wein, Apfel- und Birnenmost verwendet werden, da das Tannin das Ausflocken von Proteinen bewirkt und den Wein stabilisiert.
Das Mispelholz eignet sich für die Kunsttischlerei, zum Drechseln und für Intarsien. Es wird als Feuerholz und zur Herstellung von Holzkohle genutzt.
Vor allem die panaschierten Formen haben eine gärtnerische Bedeutung als Ziergehölz.

## Trivialnamen
Für die Mispel bestehen bzw. bestanden auch die weiteren deutschsprachigen Trivialnamen Aspelen (Schwaben), Aspeln (Schwaben), Apenärseken (mittelniederdeutsch), Apenears (mittelniederdeutsch), Apeneersken (mittelniederdeutsch), Apenihrschen (mittelniederdeutsch), Apenirschen (mittelniederdeutsch), Asperle (Österreich, Bayern), Eschpel (mittelhochdeutsch), Espelbaum (Österreich), Espele (Bayern bei Eichstädt), Esperlbaum (Salzburg), Esperling (Österreich), Hespel, Hespelbaum, Hespelstrauch, Hirschbeerle (Österreich), Hundsärsch (Saarland), Mehlbeere (in Bezug auf die mehlig-teigigen erntereifen Früchte), Melboum (mittelhochdeutsch), Melpiren (mittelhochdeutsch), Mespel (mittelhochdeutsch), Mespelbom (mittelniederdeutsch), Mespilbaum (althochdeutsch), Messelpaum (mittelhochdeutsch), Mestel (mittelhochdeutsch), Milebom (mittelniederdeutsch), Mispelber (mittelhochdeutsch), Mispelbaum (mittelhochdeutsch), Mispele, Myspelbo, Nespelbam (Tirol), Leischpl (Lavanttal in Ostkärnten), Nesperli (Tirol), Nespelen (Südtirol), Nespelbaum, Nespil (althochdeutsch), Näschpli (Kanton Nidwalden, Schwyz), Näschple (Kanton Luzern) Quantelbeerbaum (Österreich), Quaddl (pl.: Quaddla) (mittelschwäbisch), Wichsel (mittelhochdeutsch), Wihsel (mittelhochdeutsch), Wihselbaum (mittelhochdeutsch), Wispel (Niederlausitz, Hannover), Wispelter (bezieht sich auf die Frucht, Niederlausitz, Hannover) und Wispeltüte.

## Sonstiges
Mispel in der Literatur

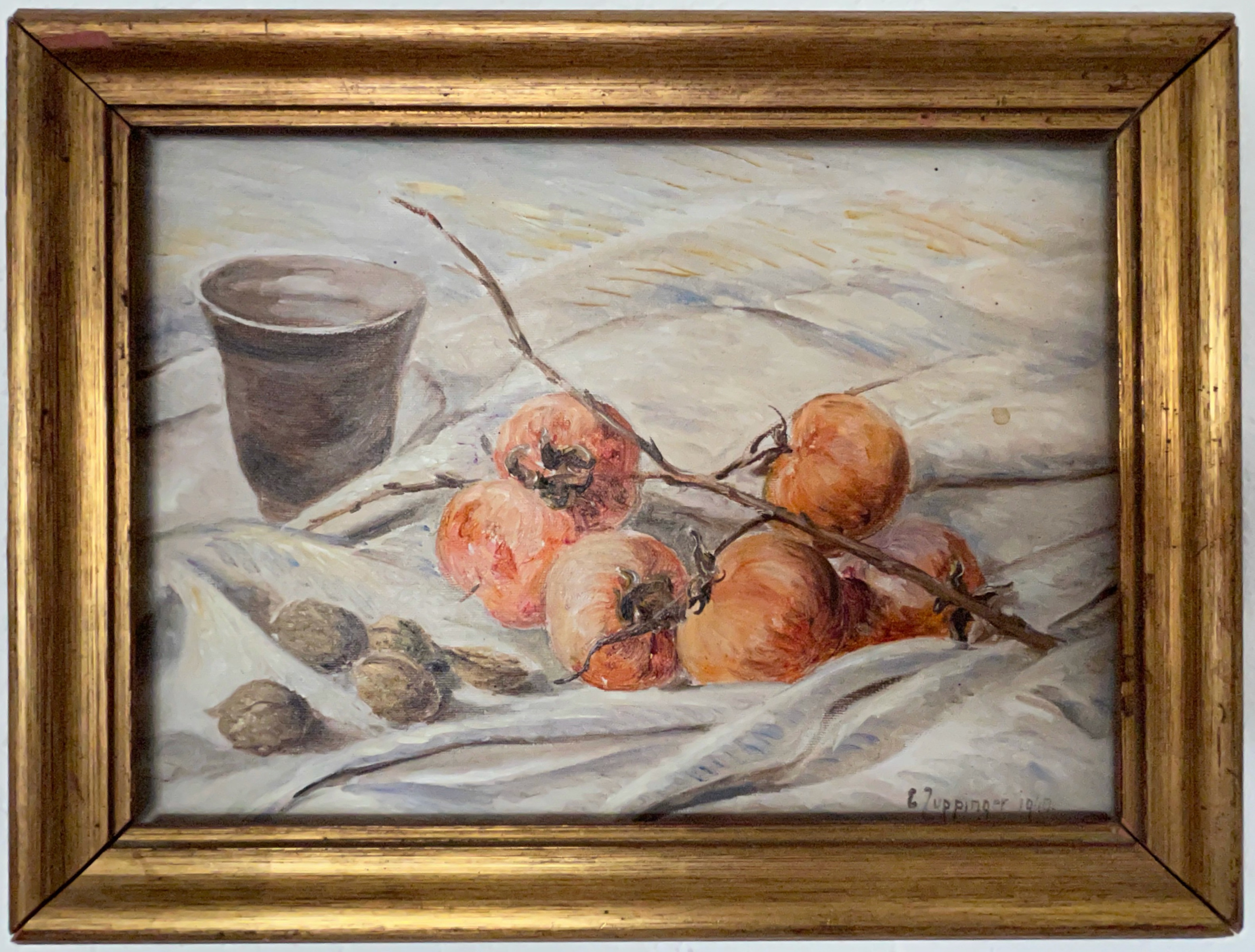
Ölbild von Ernst Zuppinger

William Shakespeare erwähnt die Mispel (englisch: medlar, umgangssprachlich auch open-arse) in zweien seiner Stücke, in Wie es euch gefällt und Romeo und Julia.
Die berühmteste Erwähnung von Mispeln, die oft verschlimmbessert wurde, bis moderne Ausgaben sie akzeptierten, erscheint in Shakespeares Romeo und Julia, wenn Mercutio über Romeos unerwiderte Liebe zu seiner Geliebten Rosaline lacht:

“Now will he sit under a medlar tree,

And wish his mistress were that kind of fruit

As maids call medlars, when they laugh alone.

O Romeo, that she were, O that she were

An open-arse and thou a pop’rin pear!”

„Nun wird er unter einem Mispelbaum sitzen,

Und wünschen, seine Geliebte wäre diese Art von Frucht

Wie die Mägde Mispeln nennen, wenn sie allein lachen.

O Romeo, wär’ sie, o wär’ sie

Ein offener Arsch und du eine knackige Birne!“
Mispelblüte als Wappensymbol

Stadt Viersen

Haus Arenberg

- Die Blüte der Mispel ist als Geldernsche Rose im Wappen der Stadt Geldern und anderer Städte des Herzogtums Geldern zu finden. So führt auch die Stadt Viersen drei silberne Mispelblüten auf blauem Schild.
- Das Adelsgeschlecht Haus Arenberg aus der Eifel führte drei (2:1) fünfblättrige goldene Mispelblüten in ihrem Wappen. Die Gemeinde Wallenborn in der Vulkaneifel weist in ihrem Wappen eine Mispel auf, die an die Herrschaft von Arenberg erinnert. Die Mispeln im Wappen des Landkreises Emsland stammen aus dem Altkreiswappen Meppen und gehen auf die Herzöge von Arenberg zurück, die 1803 Landesherren des vorher zum Hochstift Münster gehörigen Amtes Meppen wurden.
- In Italien zeigt die Gemeinde Nespolo (italienisch = „Mispel“) in ihrem Wappen einen Mispelbaum.
- In Österreich führt St. Thomas im Wappen einen silbernen Mispelbaumzweig mit sechs Blättern und roten Fruchtkern.

Überlieferung
Die älteste bekannte Mispel des Saarlandes steht in der Gartenanlage des Kulturlandschaftszentrums Haus Lochfeld in Mandelbachtal.

## Geschichte
Im Mittelalter war die Echte Mispel eine weit verbreitete Obstart in Europa. In der Landgüterordnung Capitulare de villis vel curtis imperii Karls des Großen ist im Kapitel 70 die Echte Mispel als eines der 16 Obstgehölze als mespilarios aufgezählt. Die Samen der (Gemeinen) Mispel (Grana Mespilorum) fanden früher in der Heilkunde Verwendung. Die Mispel bzw. der Mispelbaum war im Mittelalter in Süd- und Mitteleuropa weit verbreitet, im 17. und 18. Jahrhundert auch in England. Heute hat sie in Europa als Obstbaum keine Bedeutung mehr, ist aber in mehreren Gebieten verwildert. Intensiv bewirtschaftete Plantagen gibt es noch in Spanien (Valencia) und einigen Ländern Südwestasiens, so in Aserbaidschan.

### Historische Abbildungen

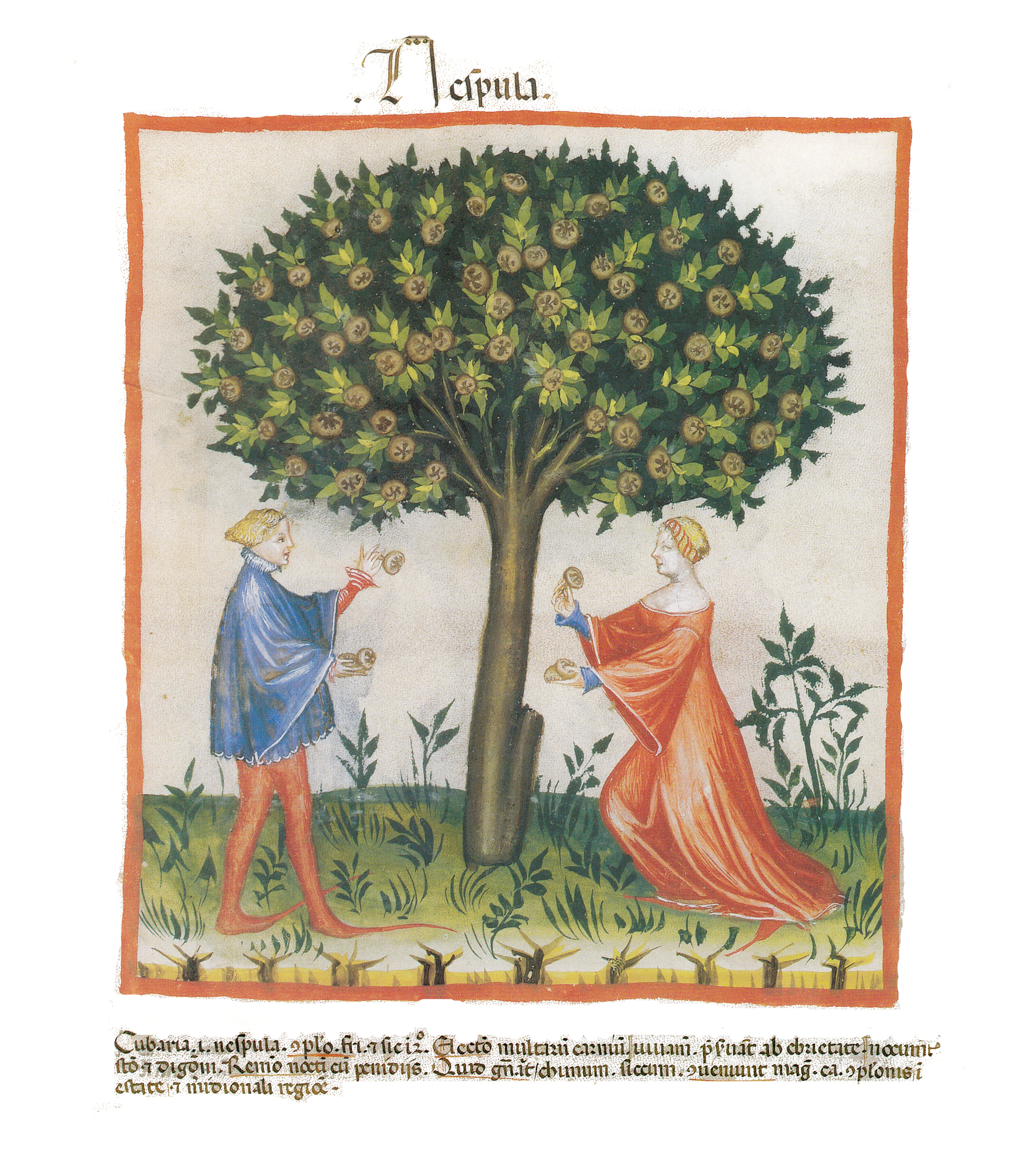
Tacuinum sanitatis Manuskript, 14. Jhdt
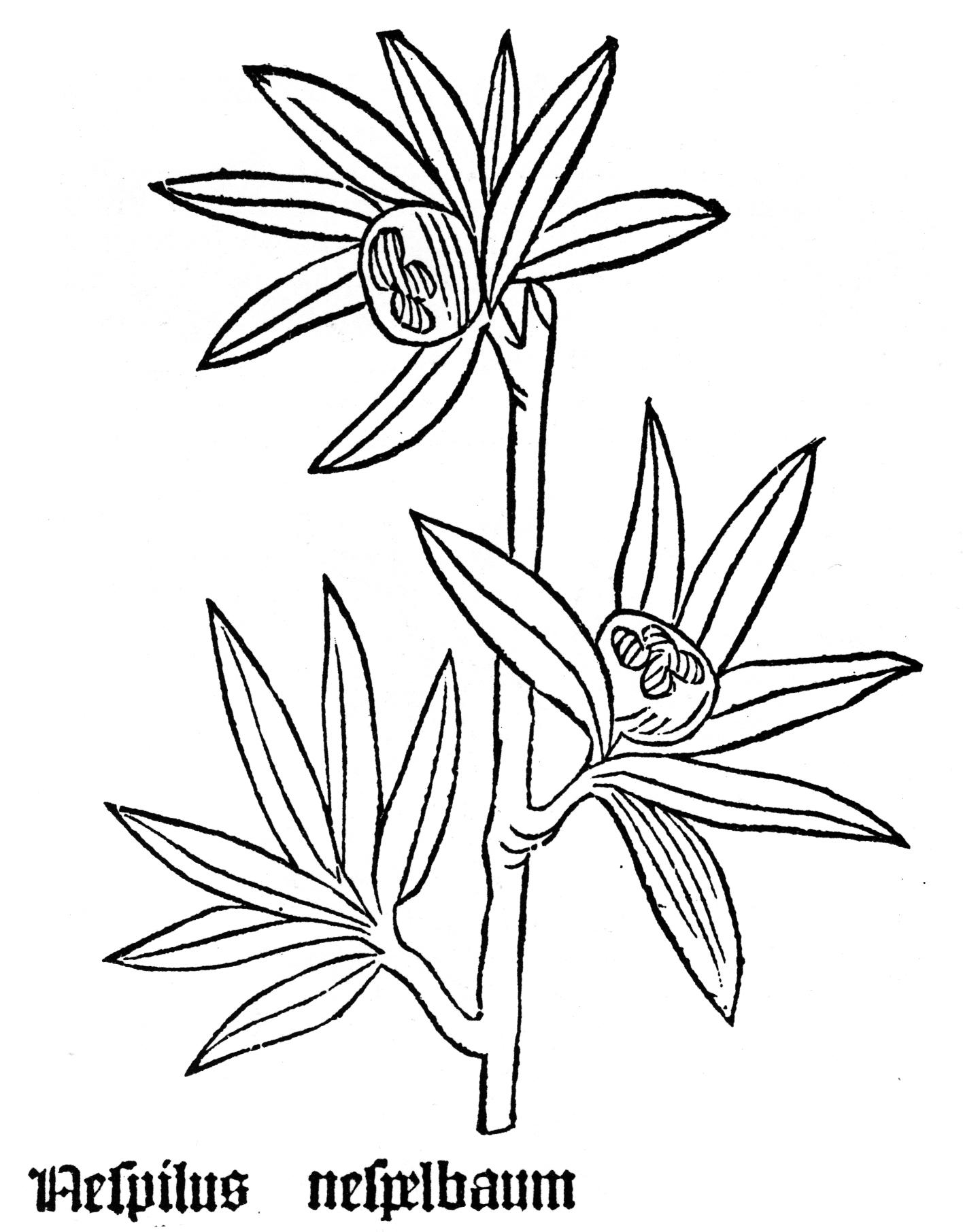
Gart der Gesundheit, 1485
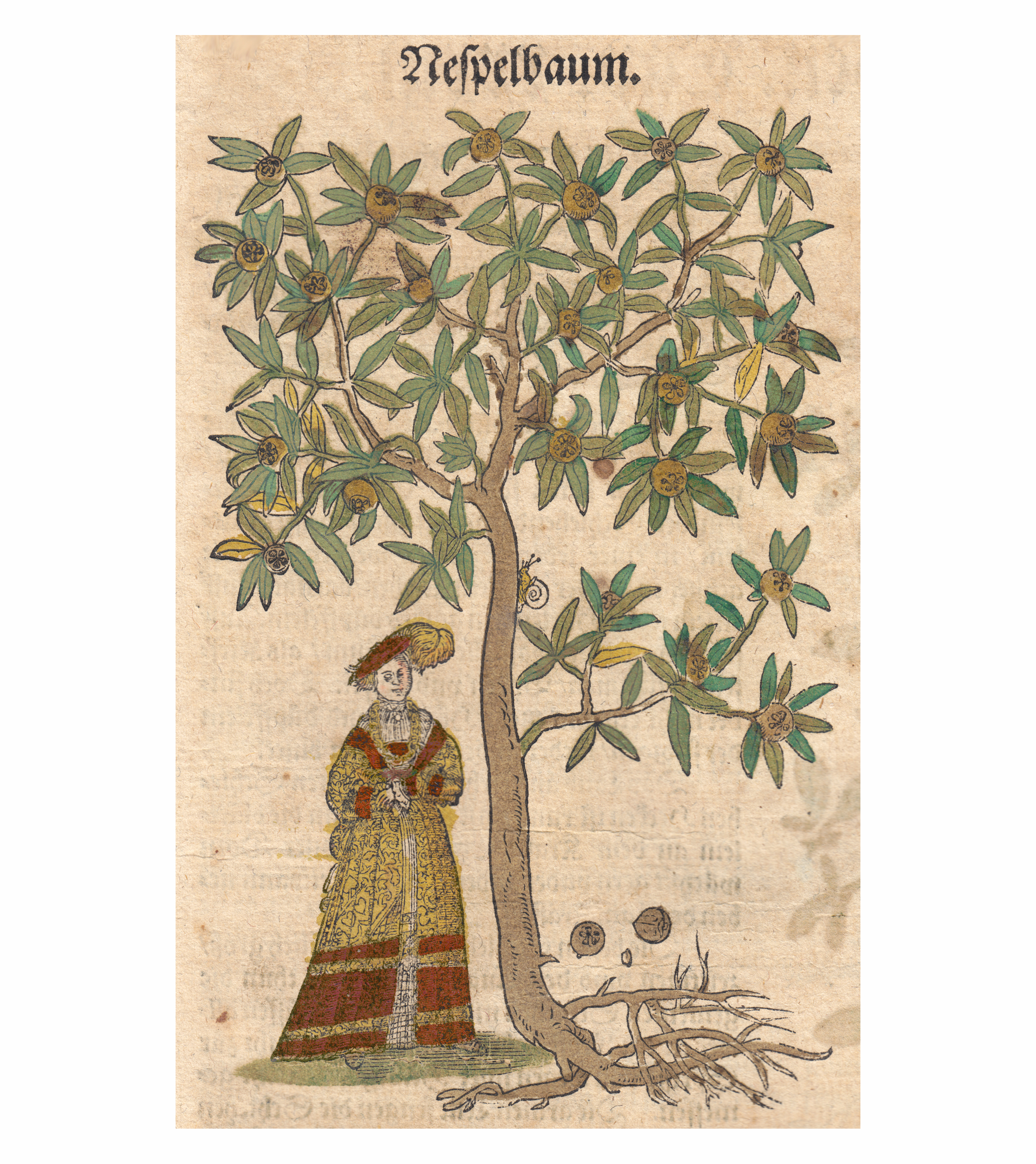
Hieronymus Bock, 1546
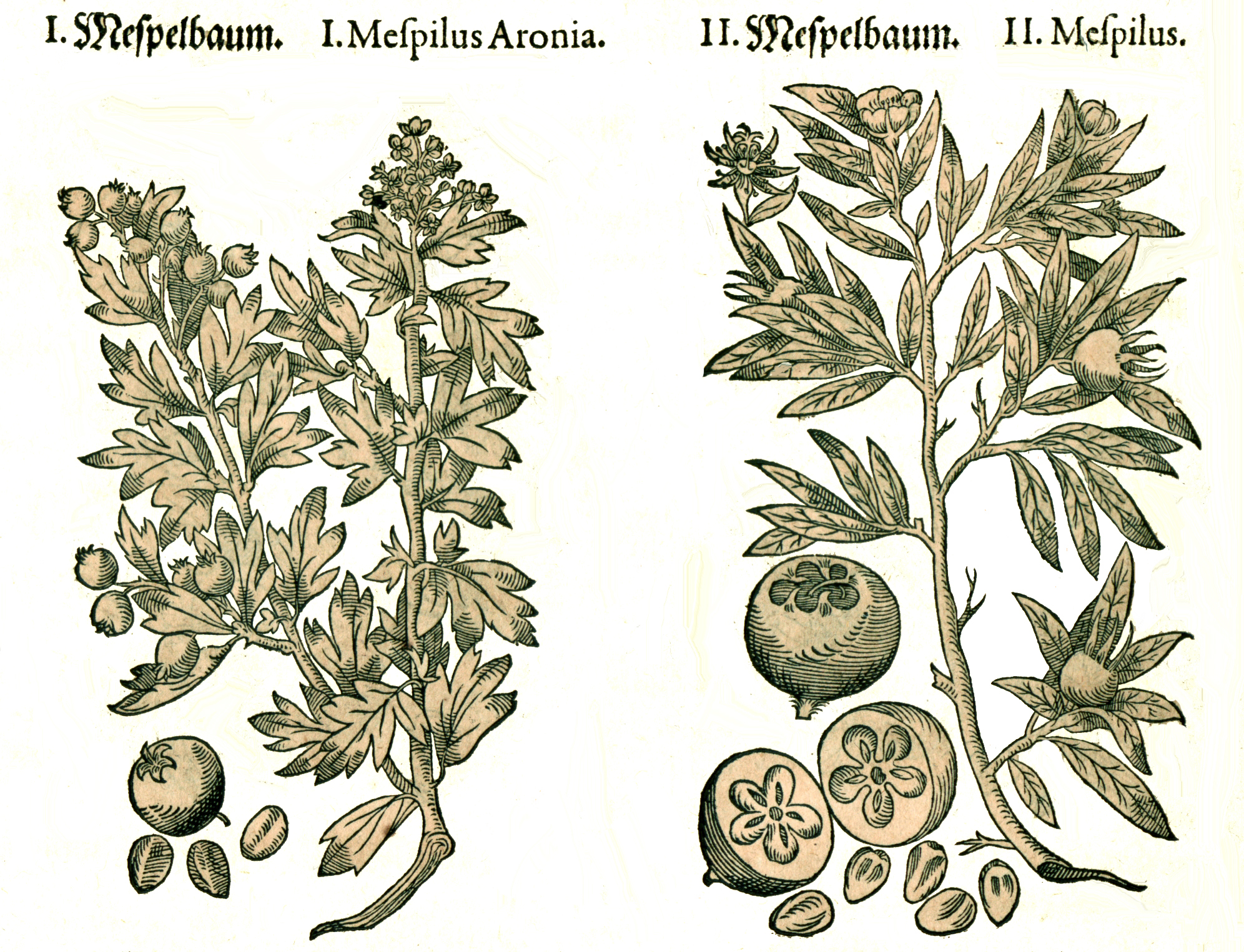
Mattioli / Handsch / Camerarius, 1586
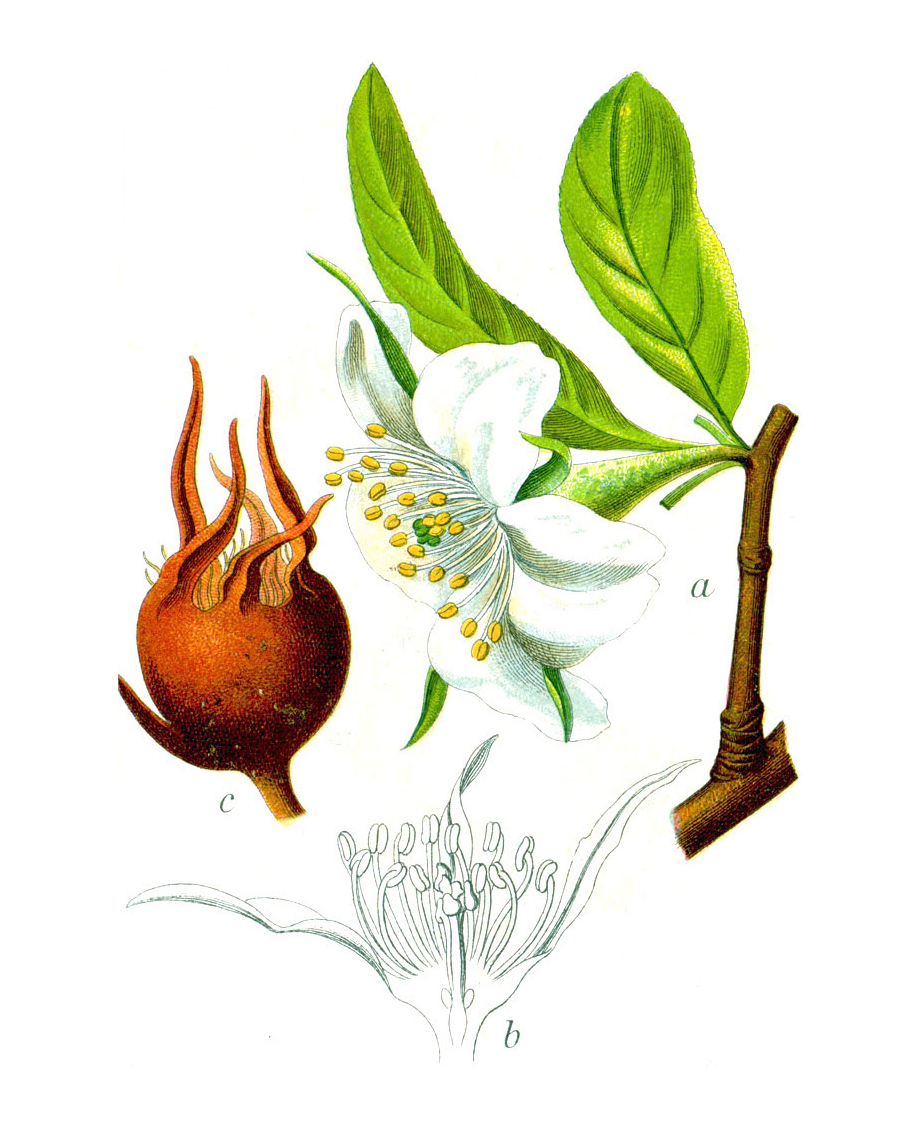
Johann Georg Sturm, 1796